# Wiktor Każyński
Wiktor Każyński (ur. 6 grudnia?/18 grudnia 1812 w Wilnie, zm. 6 marca?/18 marca 1867 w Petersburgu) – polski kompozytor, dyrygent, pianista i publicysta muzyczny.

## Życiorys
Studiował prawo i historię na Uniwersytecie Wileńskim. Podstaw muzyki uczył się prywatnie u Jana Dawida Hollanda. Prawdopodobnie pobierał też lekcje kompozycji u Józefa Elsnera. Od 1830 związany z teatrem w Wilnie, dla którego skomponował muzykę do kilkunastu dzieł scenicznych. Prawdopodobnie pełnił tam również funkcję koncertmistrza i kapelmistrza operowego w zespole Wilhelma Schmidkoffa.
Do 1840 działał jako organista w kościele św. Jana w Wilnie (jego następcą był Stanisław Moniuszko). Był aktywnym pianistą i poszukiwanym akompaniatorem. Piastował stanowisko sekretarza i doradcy muzycznego księcia generała Aleksieja Lwowa, z którym w 1844 odbył półroczną podróż do Niemiec i Austrii, co było dla niego ważnym doświadczeniem edukacyjnym. Od 1845 do śmierci był dyrektorem muzycznym i dyrygentem orkiestry Teatru Aleksandryjskiego w Petersburgu.

## Twórczość
Pisał utwory symfoniczne, kameralne, fortepianowe i pieśni. Skomponował opery, operetki, melodramaty, pantomimę i balet oraz muzykę do przedstawień teatralnych. Jako twórca muzyki scenicznej odgrywał raczej lokalną rolę. Natomiast jego utwory fortepianowe – głównie miniatury, zwłaszcza taneczne, a także fantazje, wariacje i opracowania pieśni rosyjskich – były wydawane i wielokrotnie wznawiane przez liczne oficyny europejskie.
Napisał 30 popularnych w swoim czasie pieśni, zebranych w Śpiewniku (1855), do słów polskich poetów i pisarzy, m.in. Bohdana Zaleskiego, Władysława Syrokomli, Józefa Ignacego Kraszewskiego. W powszechnym obiegu do naszych czasów przetrwała jedynie piosenka Wlazł kotek na płotek ze słowami Władysława Syrokomli, w której kompozytor wykorzystał cytat melodii ludowej z okolic Warszawy.
Każyński jest autorem Notatek z podróży muzykalnej po Niemczech odbytej w roku 1844 przez W.K. (1845), publikacji z zakresu historii muzyki opisującej życie muzyczne głównie w Berlinie, Dreźnie i Lipsku, a także w Wiedniu oraz w Pradze. Publikacja ta stanowi ważny dokument historii muzyki i myśli muzycznej z I poł. XIX wieku. Inną publikacją jego autorstwa jest Historia opery włoskiej, wydana po rosyjsku (Istorija italianskoj opiery) w Petersburgu, w 1851. Pisał też artykuły na temat muzyki w czasopismach wileńskich i petersburskich.